# Hwang Kyo-ahn
Hwang Kyo-ahn (* 15. April 1957 in Seoul) ist ein südkoreanischer Politiker. Hwang, der damals keiner Partei angehörte, war vom 18. Juni 2015 bis zum 11. Mai 2017 der 44. Premierminister Südkoreas.
Nach einem Studium der Rechtswissenschaften an der Sungkyunkwan-Universität arbeitete er von 1981 bis 1995 als Staatsanwalt. Von 1995 bis 2011 war er Generalstaatsanwalt Südkoreas.
Anschließend übernahm er bis 2012 eine Führungsposition in der nationalen Wahlkommission. Nach der Wahl von Park Geun-hye zur Staatspräsidentin ernannte ihn diese am 11. März 2013 zum Justizminister. Dieses Amt bekleidete er bis zum 13. Juni 2015. Bereits am 21. Mai war er von Park Geun-hye zum Nachfolger von Premierminister Lee Wan-koo benannt worden. Nach der Bestätigung durch die südkoreanische Nationalversammlung wurde er am 16. Juni 2015 vereidigt und übernahm die Amtsgeschäfte, die seit dem Rücktritt Lee Wan-koos Choi Kyoung-hwan geschäftsführend übernommen hatte.
Hwang übte seit dem 9. Dezember 2016 die Amtsgeschäfte des Präsidenten aus, da die damals amtierende Präsidentin Park von der Nationalversammlung von all ihren Aufgaben infolge eines Korruptionsskandals suspendiert wurde. Am 10. März 2017 wurde Park durch das Verfassungsgericht ihres Amtes enthoben. Hwang leitete die Amtsgeschäfte bis 10. Mai 2017 interimistisch. Am 10. Mai 2017 übernahm der neugewählte Präsident Südkoreas, Moon Jae-in, das Amt.
Im November 2018 trat Hwang der Liberty Korea Party bei. Er kündigte im Januar 2019 an, dass er die Führung der Partei anstreben werde. Die parteiinterne Abstimmung zur Wahl des neuen Parteivorsitzenden gewann Hwang mit 50,1 % der Stimmen am 27. Februar 2019. Hwang stand auch der später gegründeten Mirae-tonghap-Partei vor. Nach der Wahlniederlage derer bei der Parlamentswahl in Südkorea 2020 gab er seinen Rücktritt als Parteivorsitzender bekannt.